# Homatropin

Homatropin

Homatropin är estern av den i atropin ingående basen tropin med mandelsyra.
Homatropin  används inom medicinen som hydrobromid, ett vitt, kristalliniskt, i vatten lättlösligt pulver. Homatropins verkningar liknar mycket de hos atropinet men är svagare och mindre ihållande. Bland annat har homatropin använts i pupillutvidgande droppar.